# Gaiziņkalns
Dealul Gaiziņkalns, cu 311 m deasupra nivelului mării, constituie cel mai înalt punct din Letonia. El se află la mică distanță de vestul orașului Madona, în centrul regiunii istorice Vidzeme.
Deși are o altitudine relativ mică, Gaiziņkalns a devenit destinație de schi, având trei pârtii și câteva pensiuni. Pentru a rivaliza cu Suur Munamägi - cel mai înalt punct al Estoniei vecine, cu 318 m - s-a construit în vârf un turn care îi aduce punctul maxim mai sus decât dealul eston. Deși lucrările de construcție nu s-au terminat, turnul a devenit atracție turistică, și accesul a fost închis din cauza pericolului. Turnul a fost demolat în decembrie 2012, dar resturile nu au fost înlăturate. Există o plăcuță în mai multe limbi prin care este marcat cel mai înalt punct al Letoniei, dar nu se află exact în vârf.